# بول راساميمانانا
بول راساميمانانا (بالفرنسية: Paul Rasamimanana)‏ (مواليد 11 يناير 1958) هو ملاكم مدغشقري، مثّل بلاده في الألعاب الأولمبية الصيفية في دورتي 1980 و1984.

## روابط خارجية
بول راساميمانانا على موقع أوليمبيديا (الإنجليزية)